# 布羅什泰尼 (蘇恰瓦縣)
布羅什泰尼是羅馬尼亞的城鎮，位於該國北部比斯特里察河畔，距離首府蘇恰瓦60公里，由蘇恰瓦縣負責管轄，面積424平方公里，海拔高度630米，2007年人口6,471，大多數居民信奉東正教。